# Ponîzivka, Putîvl
Ponîzivka (în ucraineană Понизівка) este un sat în comuna Zinove din raionul Putîvl, regiunea Sumî, Ucraina.

## Demografie
Componența lingvistică a localității Ponîzivka
     Rusă (60%)
     Ucraineană (40%)
Conform recensământului din 2001, majoritatea populației localității Ponîzivka era vorbitoare de rusă (60%), existând în minoritate și vorbitori de ucraineană (40%).